# Monticello (Florida)
Monticello è una città degli Stati Uniti d'America situata in Florida, nella Contea di Jefferson, della quale è il capoluogo.